# Charles Marie d'Orbigny
Pour les articles homonymes, voir Orbigny.
Charles Marie Dessalines d'Orbigny (ou Dessalines Dorbigny) est un naturaliste français né le 2 janvier 1770 à Saint-Domingue (actuelle Haïti) et mort le 2 octobre 1856 à La Rochelle.

## Biographie
Créole blanc, Charles Marie Dessalines d'Orbigny naît le 2 janvier 1770 dans la colonie française de Saint-Domingue (actuelle République d'Haïti). Il est issu d'une famille de planteurs esclavagistes, propriétaire de l'habitation des Salines. En 1802, alors qu'il se trouve en métropole pour les études, il échappe à la mort lorsqu'un de leurs anciens esclaves révoltés, Jean-Jacques Dessalines, se venge en tuant ses anciens maîtres et seize de leurs enfants.
À la suite de ses études, Charles Marie Dessalines d'Orbigny s’engage dans la marine et devient aide-chirurgien. Il quitte l’armée en 1797 avec le grade de médecin-principal. Orbigny se passionne alors pour l’histoire naturelle et devient correspondant du Muséum national d'histoire naturelle et est membre de diverses sociétés savantes. Il participe à la fondation de la Société des sciences naturelles de la Charente-Inférieure.
Charles d’Orbigny s'installe à Esnandes en 1815 puis s'oppose à une tentative d'assèchement de la baie de l'Aiguillon par un banquier. Il s'intéresse notamment aux foraminifères, travaux qui seront poursuivis par son fils Alcide Dessalines d'Orbigny (1802-1857).

## Publications
- Dictionnaire universel d’histoire naturelle, 13 volumes et 3 volumes d’atlas de 287 planches coloriées, Paris, chez Renard, Martinet, Langlois & Leclercq, Victor Masson, 1847-1849– avec de nombreux collaborateurs : Arago, Audouin, Beaumont, Becquerel, Brébisson, Brongniart, Deshayes, Desmarest, Alcide d’Orbigny, Geoffroy-Saint-Hilaire, Jussieu, Lucas, Milne Edwards, Moquin-Tandon, Prévost, Quatrefages, Susemihl, Valenciennes, Van Beneden, etc. Le discours préliminaire expose le développement des sciences naturelles à travers les âges.

## Pour approfondir